# Tupolev ANT-36
Il Tupolev ANT-36 (in cirillico Туполев АНТ-36) era un bombardiere monoplano, progettato intorno alla metà degli anni trenta in Unione Sovietica dallo TsAGI, all'epoca diretto da Andrej Nikolaevič Tupolev.
Si trattava dello sviluppo militare del precedente ANT-25, velivolo appositamente studiato per la realizzazione di voli sportivi di lunga durata, che si caratterizzava per la considerevole autonomia operativa e che acquisì la denominazione militare DB-1 (dal cirillico ДБ-1 Дальний Бомбардировщик - Dal'nij Bombardirovščik - "bombardiere a lungo raggio").

## Storia del progetto
Già durante la fase progettuale dell'ANT-25 era prevista la realizzazione di una sua versione destinata all'impiego come bombardiere e ricognitore a lungo raggio (indicata anche con la sigla RD-VV ad indicare la variante militare del velivolo da record, traslitterato dal cirillico in "rekord dal'nosti - voennogo varianta"). Le richieste delle autorità militari riguardavano, in primo luogo, l'autonomia operativa (di 2 000 km), poi il carico bellico trasportabile (1 000 kg) ed infine la velocità (200 km/h).
Nell'agosto del 1933, due mesi dopo il primo volo dell'ANT-25, lo staff tecnico dello TsAGI cui venne affidato il progetto (anche in questo caso capitanato da Pavel Osipovič Suchoj) fu in grado di presentare il mockup del nuovo velivolo che ricevette l'immediata approvazione da parte delle autorità sovietiche che decisero di assegnargli la designazione operativa "DB-1" e di affidarne la realizzazione in serie al GAZ (dal russo «Государственный Авиационный Завод», «Gosudarstvennyj Aviacionnyj Zavod», «Fabbrica Statale d'Aviazione») n°18 di Voronež, solo recentemente entrato in funzione.
La produzione in serie ebbe inizio nel corso del 1934, sebbene già i calcoli teorici avessero messo in luce che il velivolo sarebbe stato vulnerabile in ragione della sua bassa velocità e dell'ampiezza delle ali. Le prove di volo, iniziate nell'autunno dell'anno successivo, confermarono l'inadeguatezza delle prestazioni (anche a causa del basso livello qualitativo del lavoro in catena di montaggio) e condussero all'interruzione della produzione dopo la realizzazione di 20, o 18, esemplari contro un ordine di 50 unità.

## Tecnica

### Cellula
Nella sostanza l'ANT-36 si distaccava dal predecessore in ragione dell'armamento: la struttura in duralluminio aveva rivestimento metallico liscio e di tipo lavorante; il motore era disposto all'estrema prua con il radiatore alloggiato nella parte inferiore della fusoliera, alimentato da una presa d'aria di dimensioni generose.
La cabina di pilotaggio era monoposto, sistemata in corrispondenza del bordo d'entrata alare; alle spalle del pilota era ricavato il vano bombe e dietro questo erano ricavati gli alloggiamenti per gli altri due membri dell'equipaggio, dotati di finestrature ricavate nella parte superiore e, di minori dimensioni, sui lati della fusoliera.
L'ala era collegata alla fusoliera nella parte inferiore mentre l'impennaggio era di tipo cruciforme, controventato mediante l'impiego di cavetti metallici.
Il carrello d'atterraggio era retrattile con i due elementi che, rientrando verso la coda, andavano a posizionarsi all'interno dello spessore alare; sotto la coda era invece presente un pattino d'appoggio.

### Motore
Anche il motore utilizzato dagli esemplari di serie dell'ANT-36 rimaneva il Mikulin AM-34R già utilizzato sull'ANT-25: si trattava di un 12 cilindri a V di 60° raffreddato a liquido, capace di erogare la potenza di circa 700 CV.

### Sistemi
Il Tupolev ANT-36 era in tutti i casi equipaggiato con una fotocamera AFA-14, ma per le missioni di ricognizione era possibile installare una serie di altri apparecchi fotografici, in genere disposti nel vano delle bombe.

### Armamento
La capacità di carico dell'ANT-36 era stabilita in 10 bombe FAB-100 da 100 kg ciascuna mentre l'armamento difensivo era costituito da quattro mitragliatrici di tipo DA, calibro 7,62 mm.

## Impiego operativo
Circa l'impiego dei venti esemplari costruiti le fonti non sono concordi: da un lato si afferma che solo dieci furono effettivamente presi in carico dalla VV-S che li assegnò ad un, non meglio precisato, reparto basato a Voronež mentre altri riportano che tutti gli aerei costruiti furono inviati in una base nei pressi di Mosca. In ogni caso tutti gli aerei vennero dismessi prima della fine del 1937.
Alcuni velivoli furono utilizzati per fungere da banco di prova volante. In un primo tempo le autorità affidarono ad Aleksandr Sergeevič Moskalëv la sostituzione del motore Mikulin con un motore diesel Junkers Jumo o con uno Charomskij AN-1 (anch'esso di tipo diesel). Altri esemplari furono utilizzati dal "Bjuro Osobych Konstrukcij" (Ufficio dei disegni e modelli speciali), ufficio di progettazione sussidiario allo TsAGI ed affidato alla guida di Vladimir Antonovič Čiževskij, che li impiegò nella realizzazione di alcuni velivoli (BOK-1, BOK-7, BOK-8) destinati alla sperimentazione del volo alle quote più elevate (anche se le stesse fonti riportano che non è chiaro se si trattasse di esemplari dell'ANT-25 o dell'ANT-36).
Infine, nel dicembre del 1938, due esemplari di ANT-36 furono scelti per la realizzazione di un volo da primato che avrebbe dovuto essere condotto a termine da un equipaggio completamente femminile, ma problemi nell'approntamento del velivolo fecero successivamente optare per l'impiego di un Ilyushin DB-3.

## Utilizzatori
Unione Sovietica
- VVS